# Токарчук, Ольга
О́льга Навоя Тока́рчук (пол. Olga Nawoja Tokarczuk; род. 29 января 1962 года, Сулехув) — польская писательница и поэтесса. Обладательница Международной Букеровской премии (2018) и Нобелевской премии по литературе (2018, присуждена в 2019 году).

## Биография
Токарчук родилась в городе Сулехув. Одна из её бабушек была украинкой. Токарчук окончила психологический факультет Варшавского университета, затем работала психотерапевтом в Валбжихе. Ныне живёт во Вроцлаве. Член Партии зелёных и редколлегии леволиберального журнала «Политическая критика».
Дебютировала в 1979 году сборником стихов под псевдонимом «Наташа Бородин». В 1993 году вышел её первый роман «Путь людей книги». В октябре 2007 вышел её роман «Бегуны» над которым она работала три года. По воспоминаниям Ольги, большую часть записей она делала во время путешествий. Роман «Бегуны» принёс ей самую престижную в стране литературную премию «Нике» (2008). Токарчук является также мастером короткой прозы. Критики относят Ольгу Токарчук к представителям так называемой «молодой прозы 1990-х годов». Её произведения переведены на многие языки.
В мае 2018 года Ольге Токарчук присуждена Международная Букеровская премия — за роман «Бегуны» (пол. Bieguni, англ. Flights). Токарчук стала первой польской писательницей, получившей эту награду. Премию в 50 000 фунтов стерлингов она разделит с переводчицей Дженнифер Крофт (англ. Jennifer Croft), которая «блестяще перевела» её работу на английский язык. В 2019 году Токарчук вошла в шорт-лист Международной Букеровской премии с романом «Пройдись плугом по костям мёртвых». По мотивам этой книги Агнешка Холланд сняла фильм «След зверя» (2017).
В 2019 году Токарчук получила Нобелевскую премию по литературе за 2018 год с формулировкой: «за воображение, с энциклопедической страстью показывающее нарушение границ как способ жить» (в 2018 году премия была отложена из-за скандала в Шведской академии наук). Таким образом, Токарчук стала пятым писателем из Польши, который был награждён Нобелевской премией.
Вела мастер-классы по прозе в Ягеллонском университете в Кракове.

## Личная жизнь
Её первым мужем был Роман Фингас. Они поженились, когда Ольге было 23 года. У них есть сын, Збигнев, который родился в 1986 году. Её второй муж — филолог Гжегож Зыгадло.

## Премии
- Премия Виленицы (2013)
- Букеровская премия (2018)
- Нобелевская премия по литературе (2018, присуждена в 2019 году)

## Издания на русском языке
романы и сборники рассказов
- Путь людей книги / перевод с польского К. Я. Старосельской. — М.: АСТ, 2002. — 240 с. — (Мастера. Современная проза). — ISBN 5-17-012646-8.
- Правек и другие времена / послесловие П. Чаплинского; перевод с польского Т. Изотовой. — М.: Новое литературное обозрение, 2004. — 336 с. — ISBN 5-86793-306-7.; М.: Эксмо, 2021. — 288с. — ISBN 978-5-04-118115-4.
- Дом дневной, дом ночной. — М.: АСТ, 2005. — 320 с. — ISBN 5-17-022137-1.
- Игра на разных барабанах / предисловие М. Витковского. — М.: Новое литературное обозрение, 2006. — 376 с. — ISBN 5-86793-456-X.
- Последние истории: роман / предисловие А. Вольны-Хамкало; перевод с польского И. Адельгейм. — М.: Новое литературное обозрение, 2006. — 240 с.
- Бегуны: роман / предисл. Э. Худобы; пер. с польского И. Адельгейм. — М.: Новое литературное обозрение, 2010. — 404 с. — ISBN 978-5-86793-825-3.
- Диковинные истории / пер. с польского И. Адельгейм. — М.: ЭКСМО, 2019. — 288 с. — ISBN 978-5-04-101961-7.
- Веди свой плуг по костям мертвецов. — перевод с польского Ирины Адельгейм. — Эксмо, 2020. — 288 с. ISBN 978-5-04-113661-1.
- Книги Якова / перевод с польского И. Адельгейм. — Эксмо, 2023. — 752 с. ISBN 978-5-04-122035-8.

рассказы
- Номера / перевод К. Старосельской // Иностранная литература : журнал. — 2000. — №  8.
- Че Гевара / перевод Марины Курганской // Новая Польша : журнал. — 2005. — № 7−8.